# Antonia Pasqua Recchia
Antonia Pasqua Recchia (Casalvieri, 12 febbraio 1951) è un architetto italiano.
Direttore generale e poi segretario generale del Ministero per i beni e le attività culturali, è la prima donna ad aver raggiunto il vertice dell'amministrazione del predetto ministero.

## Biografia
Nata a Casalvieri, in provincia di Frosinone, Antonia Pasqua Recchia si è laureata in architettura nel 1973. 
Nell'ambito del MiBAC, è stata direttore generale per l'organizzazione, affari generali, bilancio, personale e innovazione, nonché, con lo stesso ruolo, per l'architettura, l'arte contemporanea, le belle arti e il paesaggio. Dal novembre del 2011 è segretario generale dello stesso ministero, mentre dal maggio dell'anno seguente è anche commissario straordinario della Fondazione MAXXI - Museo nazionale delle arti del XXI secolo. È, altresì, docente presso la Sapienza Università di Roma.
Sposata con lo storico e conterraneo Guido Pescosolido, nel 2012 è stata tra i vincitori della corrispondente edizione del "Fiac Excellent Award", il premio della Foundation for Italian Art & Culture